# Aythya
Az Aythya a madarak (Aves) osztályába, ezen belül a lúdalakúak (Anseriformes) rendjének récefélék családjába tartozó nem.

## Rendszerezésük
A nemet Friedrich Boie német zoológus írta le 1822-ben, az alábbi fajok tartoznak ide:
- cigányréce (Aythya nyroca)
- madagaszkári cigányréce (Aythya innotata)
- ausztrál cigányréce (Aythya australis)
- amerikai barátréce (Aythya americana)
- barátréce (Aythya ferina)
- rókafejű réce (Aythya valisineria)
- kontyos réce (Aythya fuligula)
- maori cigányréce (Aythya novaeseelandiae)
- örvös réce (Aythya collaris)
- mandzsu réce (Aythya baeri)
- hegyi réce (Aythya marila)
- búbos réce (Aythya affinis)

## Képek

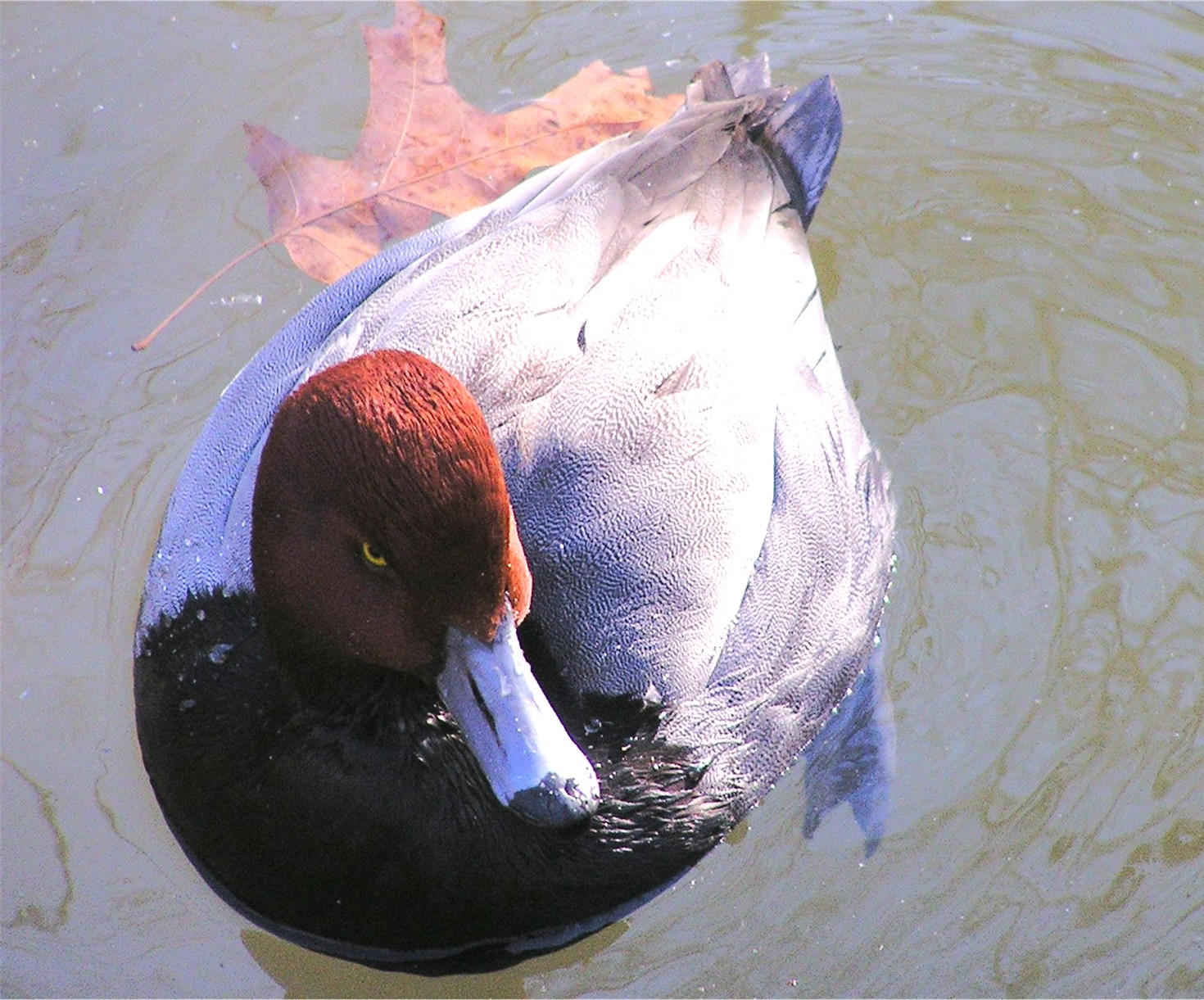
Amerikai barátréce (Aythya americana)
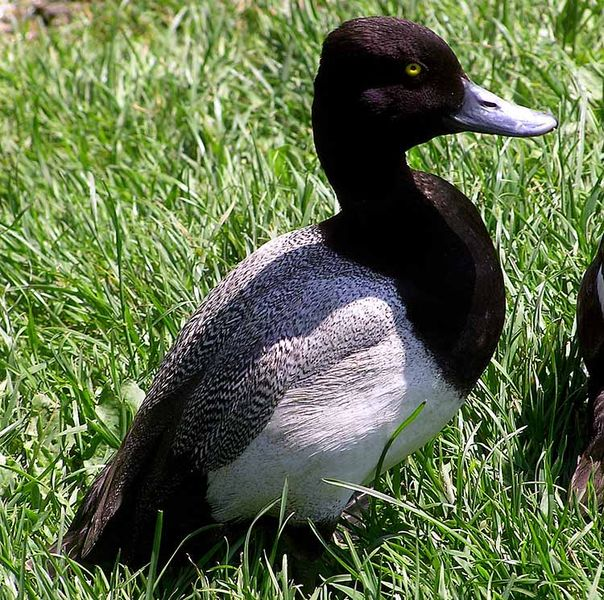
Búbos réce (Aythya affinis)
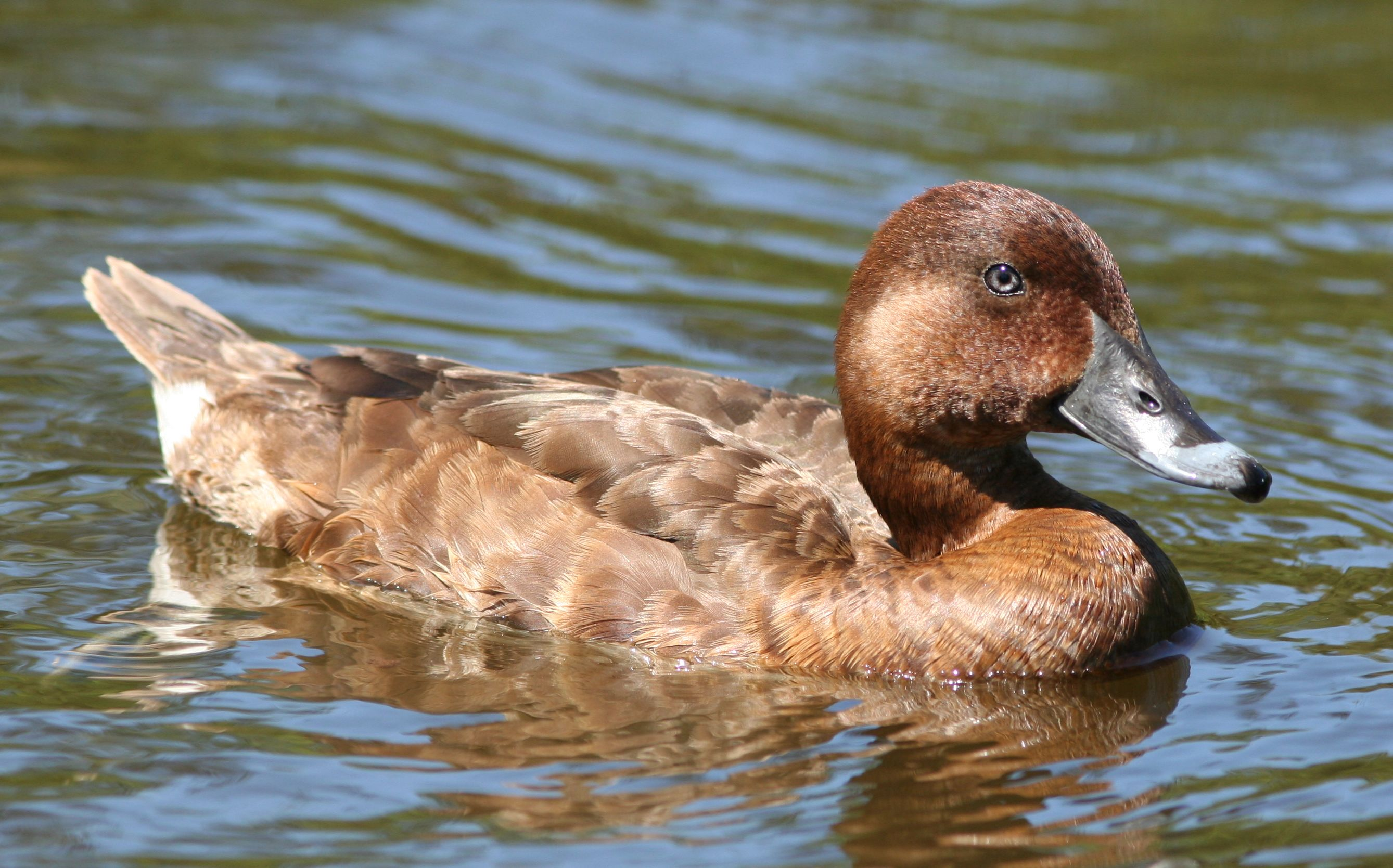
Ausztrál cigányréce (Aythya australis)
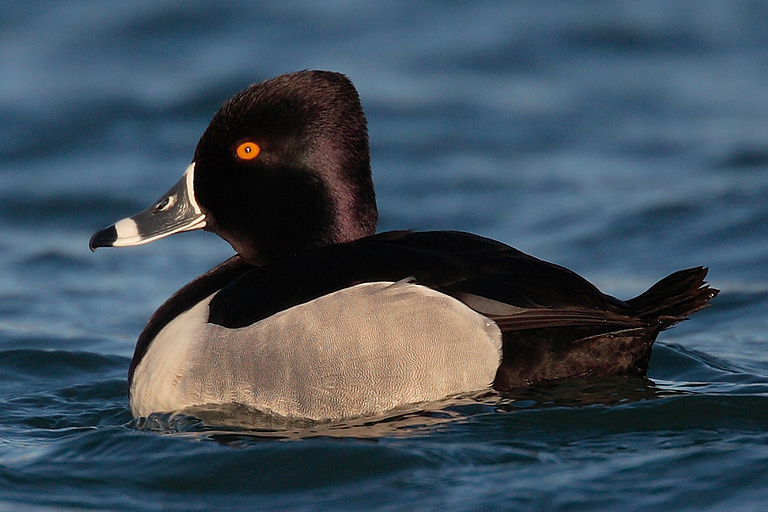
Örvös réce (Aythya collaris)